# Коробіцино (Ленінградська область)
Коробіцино (рос. Коробицыно) — селище у Виборзькому районі Ленінградської області Російської Федерації.
Населення становить 1416 осіб. Належить до муніципального утворення Красносельське сільське поселення.

## Історія
До 1917 року населений пункт перебував у складі Виборзької губернії Великого князівства Фінляндського. З 1918 по 1940 та в роки Другої світової війни між 1941 та 1944 роками у складі незалежної Фінляндії. Відтак — у складі Ленінградської області.

## Населення
| 2007 | 2010  | 2017  |
| ---- | ----- | ----- |
| 1272 | ↗1365 | ↗1416 |